# Catedral de Nuestra Señora de la Concepción (Abaetetuba)
La Catedral de Nuestra Señora de la Concepción o simplemente Catedral de Abaetetuba (en portugués: Catedral Nossa Senhora da Conceição) es la iglesia católica principal de Abaetetuba, la ciudad del estado de Pará, que está en la orilla sur del río Maratauíra en el país sudamericano de Brasil.
La iglesia es la sede del obispado de la diócesis de Abaetetuba. El templo dedicado a la Inmaculada Concepción fue iniciado por la voluntad del padre Luiz Varella en los años veinte y fue casi completada bajo la supervisión del padre Ignacio de Magalhães en 1936, después de una serie de recaudación de fondos para impulsar la construcción, de la que fueron los primeros tesoreros Francisco de Assunção dos Santos Rosado y Antonio de Castro. Los directores de la obra fueron los españoles Antonio Barbado y Galo Mouro.
La iglesia fue inaugurada en 1939, pero en 1940 se trasladó  la imagen de la Inmaculada Concepción. Los padres capuchinos ampliaron la iglesia, y en 1942 se modificó los torre del reloj y las campanas. En los años sesenta los Padres Javerianos transformaron la iglesia en una catedral centrada en la devoción a Jesucristo y por esta razón se retiraron de los interiores muchas imágenes que antes eran de la devoción popular.